# Eugen von Knorring
Eugen Theodor von Knorring, född 12 januari 1812 i Kumo, död 10 juni 1874 i Helsingfors, var en finländsk ämbetsman. Han var son till Henrik Gustaf von Knorring och bror till Frans Peter von Knorring.
Efter att 1830 ha blivit student i Helsingfors tjänstgjorde von Knorring sedermera i både Åbo och Vasa hovrätt, blev 1850 landssekreterare i Vasa län, 1853 assessor i Åbo hovrätt och 1862 senator i justitiedepartementet. År 1863 utnämndes han till prokurator i Finlands senat. Om sin verksamhet i denna egenskap publicerade han Berättelser i anledning af ämbetsresor i landet (1865, 1867). Han hade stort intresse för utvecklingen av Finlands konstitutionella statsskick och var verksam medlem i kommittéer, som hade i uppdrag att utarbeta förslag därom. 
I regeringen och som skriftställare verkade von Knorring även för reformer inom fängelseväsendet och på hans initiativ bildades 1869 Fängelseföreningen i Finland, vars förste ordförande han var. År 1867 var han medlem av ridderskapet och adeln vid lantdagen, där han röstade emot ett av regeringen framlagt förslag till ny tryckfrihetslag. Därefter flyttades han till ledamot i senatens justitiedepartement. År 1871 blev han biträdande chef vid civilexpeditionen av ekonomiedepartementet. Han utgav 1858 Finlands första adelskalender.